# Maasin (Leyte del Sur)
Maasin es una ciudad filipina de cuarta clase, cabecera de la provincia de Leyte del Sur, en las Bisayas Orientales.

## Historia
Hacia mediados del siglo XIX, el pueblo, que por entonces formaba parte de la provincia de Leyte e incluía también los lugares de Liloan y Cabalian, tenía contabilizada una población de 15 169 habitantes, repartidos en 2148 casas. Aparece descrito en el segundo volumen del Diccionario geográfico, estadístico, histórico de las Islas Filipinas (1851) de Manuel Buzeta Núñez y Felipe Bravo con las siguientes palabras:

MAASIN: pueblo con cura y gobernadorcillo, en la isla y prov. de Leyte, dióc. de Cebú; sit. sobre la costa meridional de la isla, en los 128 28' long., 9 58' 30" lat., su clima es cálido y el terreno llano. Tiene con sus barrios y visitas Liloan y Cabalian unas 2,148 casas, sin contar la parroquial que se distingue entre todas por estar mejor construida, y la de comunidad donde se halla la cárcel; la igl. parr. es de buena fábrica y está servida por un cura secular. Hay escuela de primeras letras para la enseñanza de niños, y un cementerio fuera de la pobl. El term. confina por N. con el de Hilongos y sus visitas, y por S., E. y O. con el mar. El terreno produce abacá, algodon, pimienta, ajonjoli, tabaco, y sobre todo arroz, que es el principal artículo del pais. pobl. 13,169 alm., y en 1845 pagaba 2,704 ½ trb., correspondientes á 27,045 rs. plata, equivalentes á 67,612 ½ rs. vn.
(Buzeta y Bravo, 1851, p. 189)

En 2020, tenía censados 87 446 habitantes.